# 11615 Наоя
11615 Наоя (11615 Naoya) — астероїд головного поясу, відкритий 13 січня 1996 року.
Тіссеранів параметр щодо Юпітера — 3,177.